# Ferdinand Hérold
Louis Joseph Ferdinand Hérold (Párizs, 1791. január 28. – Neuilly-sur-Seine, 1833. január 19.) francia zeneszerző.

## Élete
François-Joseph Hérold zongorista, zeneszerző és Jeanne-Gabrielle Pascal gyermekeként született. Nagyapja, Nicolas Hérold orgonista volt. Előbb édesapjától, majd 1806-tól a conservatoire-ban Adam-tól zongorát, és Catel-től összhangzattant, Méhul-től zeneszerzést tanult. 1812-ben  elnyerte a Római Díjat. 1815-ben Rómából Nápolyba költözött, ahol első operáját komponálta. 1820-ban a párizsi olasz opera zongoristája (accompagnateur), majd karigazgatója lett, 1827-ben pedig a párizsi opera korrepetitora. Túlzásba vitt munkássága döntötte sírba, számos zongoradarabot és 27, legnagyobb részt víg dalművet szerzett, köztük sokat Rossini modorában. A 19. század végén csak az 1831-ben költött Zampa és az 1832-től 1871-ig csupán a párizsi vígoperában ezerszer előadott Le Pré aux clercs voltak még műsoron. Világszerte ma is színpadon van "La fille mal gardé" (Rosszul őrzött lány) c. balettje. Sírja a Père-Lachaise temetőben található.

## Művei

### Operák
- 1815, La gioventù di Enrico quinto
- 1816, Charles de France ou Amour et gloire (Boieldieu-vel közösen)
- 1816-1817, Corinne au Capitole
- 1817, Les Rosières
- 1817, La Clochette ou Le Diable page
- 1818, Le Premier venu ou Six lieues de chemin
- 1819, Les Troqueurs
- 1819, L'Amour platonique
- 1820, L'Auteur mort et vivant
- 1823, Le Muletier
- 1823, Vendôme en Espagne (Auberrel közösen)
- 1825, Le Lapin blanc
- 1826, Almédon ou le monde renversé később Marie címen
- 1829, L'Illusion
- 1829, Emmeline
- 1830, L'Auberge d'Auray
- 1831, Zampa ou La Fiancée de marbre
- 1831, La Marquise de Brinvilliers (Auber, Batton, Berton, Blangini, Boieldieu, Carafa, Cherubini és Paer zeneszerzőkkel közösen)
- 1832, La Médecine sans médecin
- 1832, Le Pré aux Clercs
- 1833, Ludovic (Halévy fejezte be)
- Les Florentines (évszám nélkül)

### Balettek
- 1827, Astolphe et Joconde ou Les Coureurs d'aventures
- 1827, La Somnambule ou L'Arrivée d'un nouveau seigneur
- 1828, La Fille mal gardée
- 1828, Lydie
- 1829, La Belle au bois dormant
- 1830, La Noce de village